# 塞巴斯蒂安·科齊亞
塞巴斯蒂安·科齊亞（法語：Sébastien Corchia；1990年11月1日—）是一位法國足球運動員。在場上的位置是右後衛。他也代表法國各級國青隊參賽。